# Acalypha wui
Acalypha wui é uma espécie de flor do gênero Acalypha, pertencente à família Euphorbiaceae.